# Hieracium saxifragum
Hieracium saxifragum — вид квіткових рослин з родини айстрових (Asteraceae). Вид зростає в Європі: Австрія, Естонія, Чехія, Фінляндія, Франція, Німеччина, Велика Британія, Угорщина, Ірландія, Італія, північнозахідноєвропейська Росія, Норвегія, Польща, Іспанія, Швеція, Швейцарія; це багаторічна рослина помірних біомів.